# Aristokrates (Orchomenos)
Aristokrates (altgriechisch Ἀριστοκράτης Aristokrátēs) war ein legendärer König von Arkadien und Herrscher von Orchomenos aus dem Geschlecht der Kypseliden in der archaischen Zeit in der 2. Hälfte des 7. Jahrhunderts v. Chr. Seine Historizität ist nicht gesichert.

## Familie
Er war der Sohn des Hiketas und folgte diesem auf den Thron und soll über große Teile Arkadiens geherrscht haben. Später soll er seinen Sohn Aristodemos zum Mitregent bestimmt haben. Seine Tochter Eristheneia heiratete Prokles, einen Tyrannen von Epidauros. Ihre gemeinsame Tochter Lyside, Aristokrates’ Enkelin, heiratete den korinthischen Tyrannen Periander.

## Zweiter Messenischer Krieg
Im Zweiten Messenischen Krieg kämpften die Arkader an der Seite der Messenier. Im dritten Kriegsjahr kam es zur Schlacht am Großen Graben, bei der Messenier und Arkader gegen Sparta kämpften. Die Spartaner hatten jedoch Aristokrates heimlich bestochen und so befahl er den Rückzug kurz vor dem Angriff der Spartaner. In kürzester Zeit konnte Sparta diese Schlacht für sich entscheiden. Die Messenier erlitten große Verluste, aber es gelang dem messenischen König Aristomenes, sich auf den Berg Hira zurückzuziehen. Als Hira elf Jahre später fiel, forderten die Arkader Aristokrates auf, den Messeniern zu Hilfe zu eilen. Aristokrates, der wieder Geschenke aus Sparta erhalten hatte, behauptete jedoch, dass keiner überlebt hätte. Als die Arkader erfuhren, dass das nicht stimmte, zogen sie den Messeniern entgegen und brachten ihnen Proviant. Aristomenes, der glaubte, dass Aristokrates nur aus Feigheit von seiner Seite gewichen war, eröffnete dem arkadischen König seinen Plan, Sparta direkt anzugreifen, da die Truppen zurzeit noch am Berg Hira seien. Aristokrates schickte nun einen Boten mit einem Brief zu dem spartanischen König Anaxandros, in dem er den Plan des Aristomenes offenbarte. Als bekannt wurde, dass die Spartaner bereits von dem geheimen Plan wussten, vermuteten die Arkader hinter dem Verrat ihren eigenen König. Sie überwachten die Straßen und als der Bote aus Sparta zurückkehrte, hielten sie ihn auf, durchsuchten ihn und fanden ein Antwortschreiben des Anaxandros bei ihm. Man dankte Aristokrates für die Information und stellte eine Belohnung in Aussicht. In dem Brief wurde auch der freiwillige Rückzug bei der Schlacht am Großen Graben erwähnt. Nun steinigten die Arkader Aristokrates zu Tode und warfen den Leichnam über die Grenze. Am Altar des Zeus Lykaion errichteten sie eine Stele, die an den Frevel erinnern sollte. Laut Plutarch wurde der Verrat des Aristokrates erst 20 Jahre nach der Schlacht am Großen Graben bekannt.
Die Arkader entschieden, dass nach diesem Verrat kein Kypselide mehr König werden dürfe. Nach Polybios soll das Geschlecht der Kypseliden sogar ausgelöscht worden sein.